# Neon minutus
Neon minutus là một loài nhện trong họ Salticidae.
Loài này thuộc chi Neon. Neon minutus được Marek Żabka miêu tả năm 1985.